# Phyllactinia guttata

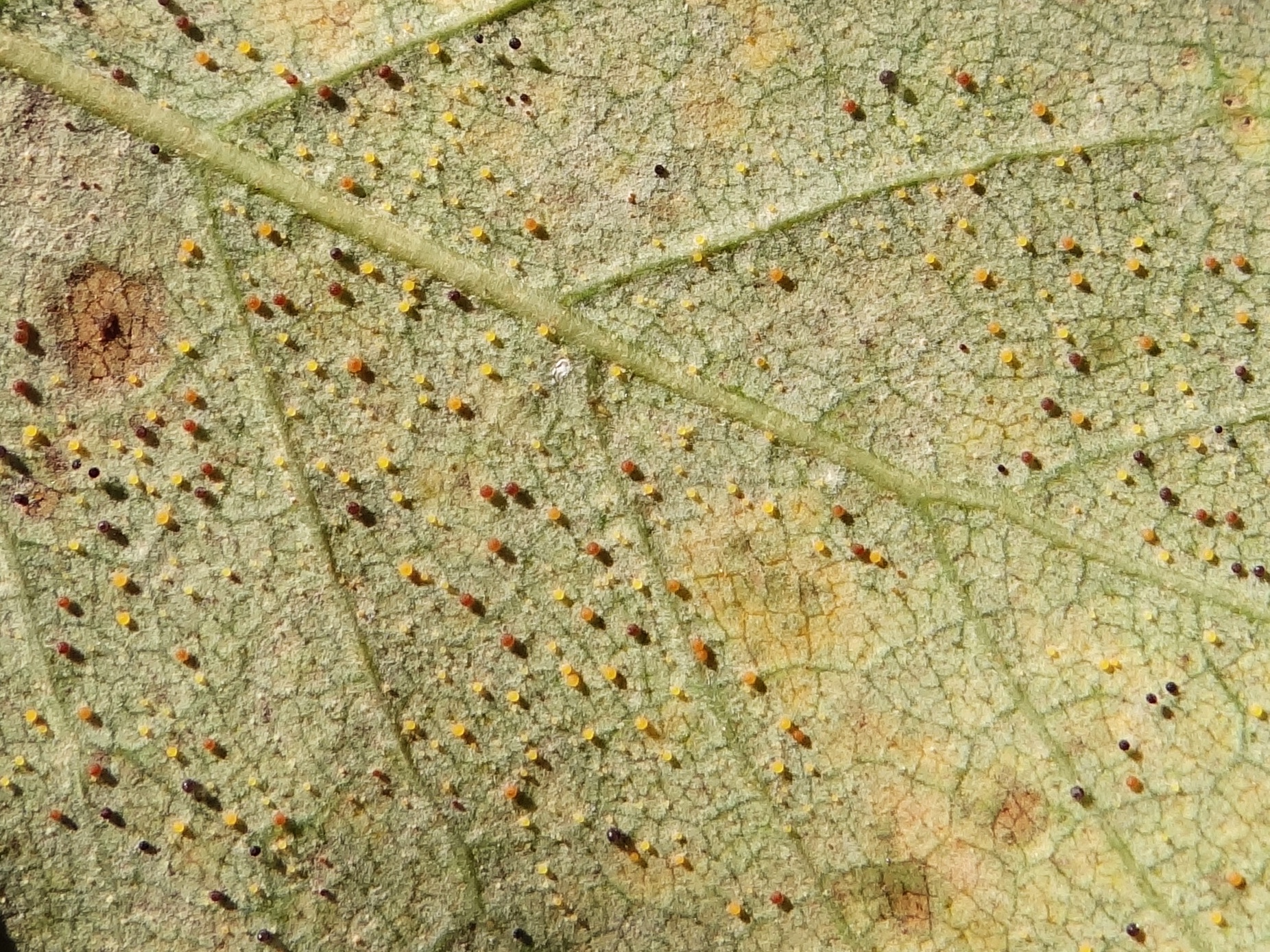
Fragment liścia brzozy z klejstotecjami

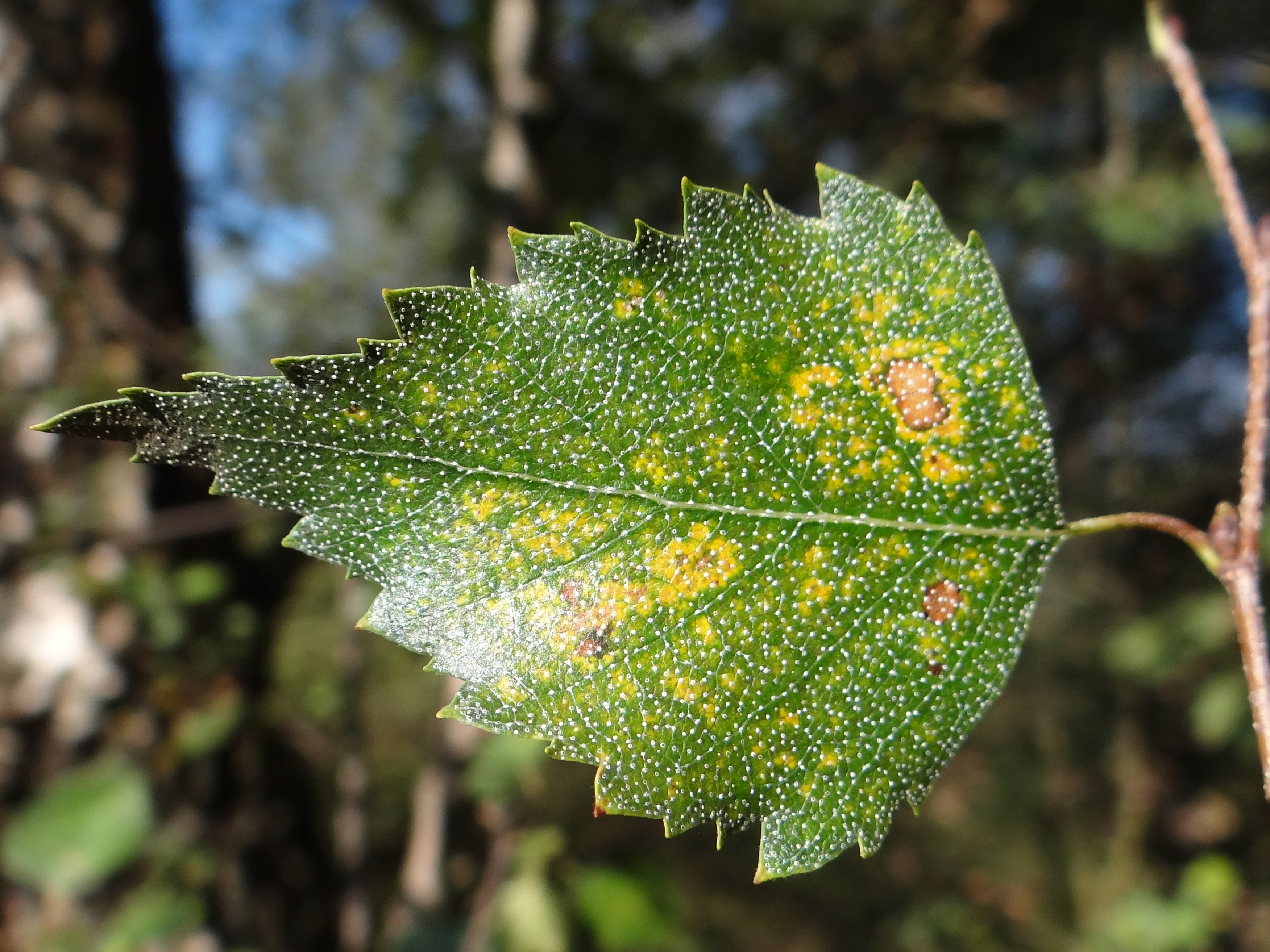
Porażony liść brzozy

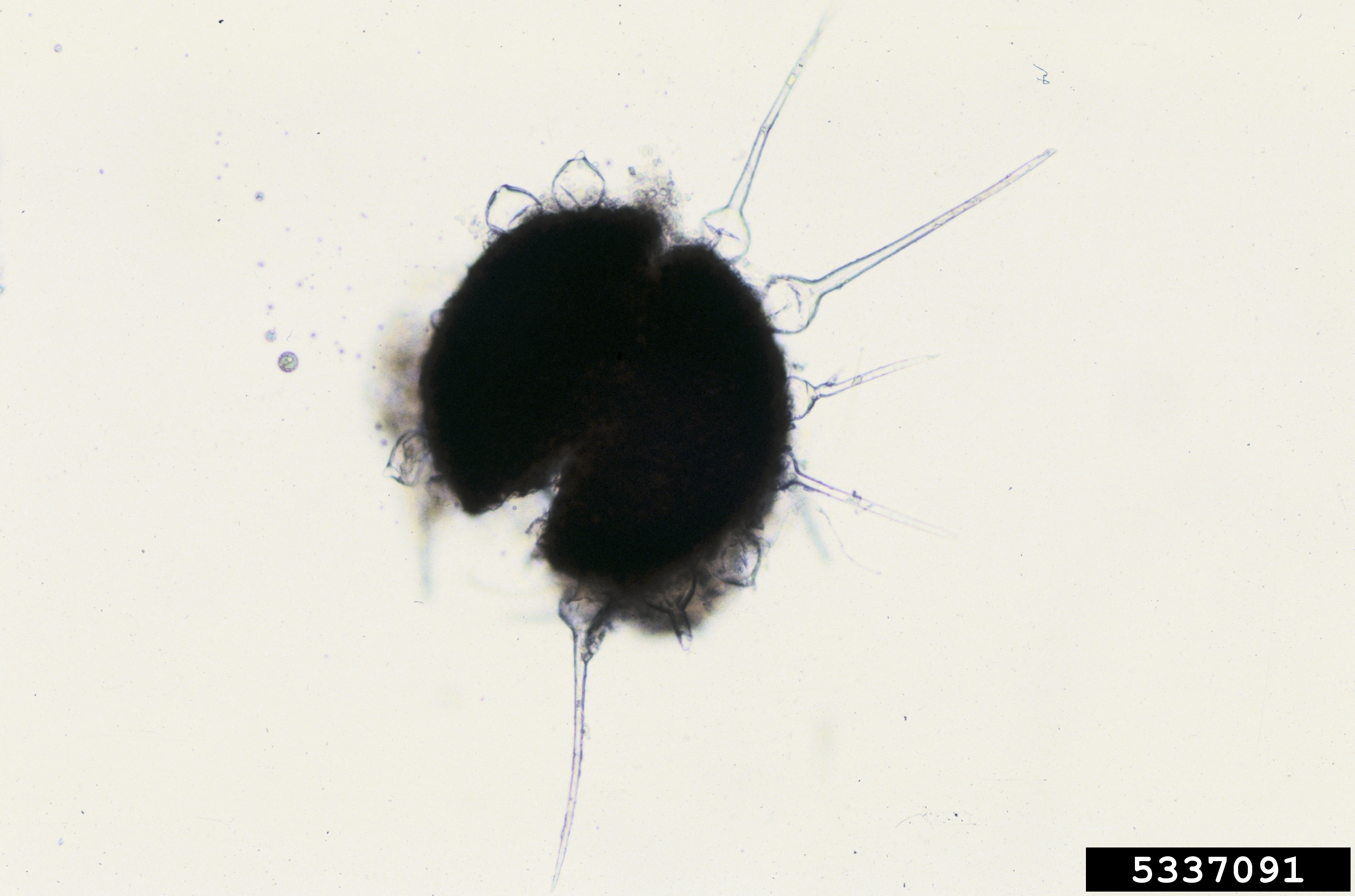
Klejstotecjum z przyczepkami

Phyllactinia guttata (Wallr.) Lév. – gatunek grzybów należący do rodziny mączniakowatych (Erysiphaceae. Pasożyt atakujący wiele gatunków drzew i krzewów.

## Systematyka i nazewnictwo
Pozycja w klasyfikacji według Index Fungorum: Erysiphe, Erysiphaceae, Erysiphales, Leotiomycetidae, Leotiomycetes, Pezizomycotina, Ascomycota, Fungi.
Po raz pierwszy zdiagnozował go w 1801 r. Christiaan Hendrik Persoon jako Sclerotium erysiphe ß corylea. W 1819 r. Carl Friedrich Wallroth nadał mu nazwę Alphitomorpha guttata. Obecną, uznaną przez Index Fungorum nazwę nadał mu w 1851 r. Joseph Henri Léveillé.
Synonimy:

- Alphitomorpha guttata Wallr. 1819
- Erysibe coryli (DC.) Mussat 1901
- Erysibe suffulta (Rebent.) Mussat 1901
- Erysiphe betulae DC. 1815
- Erysiphe corylea DC. 1805
- Erysiphe guttata (Wallr.) Link 1824
- Erysiphe guttata f. corylea 1829
- Erysiphe guttata (Wallr.) Link 1824 f. guttata
- Erysiphe guttata var. coryli Link 1824
- Erysiphe guttata (Wallr.) Link 1825 var. guttata
- Phyllactinia berberidis Palla 1899
- Phyllactinia betulae (DC.) Fuss 1878
- Phyllactinia corylea (Pers.) P. Karst. 1900
- Phyllactinia corylea (Pers.) P. Karst. 1900 var. corylea
- Phyllactinia guttata (Wallr.) Lév. 1851 var. guttata
- Phyllactinia suffulta (Rebent.) Sacc. 1880
- Phyllactinia suffulta (Rebent.) Sacc. 1880 f. suffulta
- Phyllactinia suffulta (Rebent.) Sacc. 1880 var. suffulta
- Sclerotium erysiphe var. corylea (DC.) Hook.
- Sclerotium erysiphe ß corylea Pers. 1796
- Sclerotium suffultum Rebent. 1804

## Morfologia
Grzyb mikroskopijny. Grzybnia biała, czasami obfita i trwała, czasami zanikająca. Rozwija się na dolnej stronie liścia w postaci oddzielnych kolonii. Zarodniki konidialne odrywają się pojedynczo. Mają romboidalny kształt i rozmiary 50–90 × 10–120 μm. klejstotecja występują na dolnej powierzchni liści zazwyczaj w rozproszeniu, ale czasami w grupach. Mają kulisty kształt, średnicę 160–230 μm i niewyraźną strukturę wewnętrzną. Na powierzchni pokryte są siateczką pęknięć i zmarszczek. Posiadają 6–15 bezbarwnych przyczepek. Przyczepki te różnią się długością – niektóre są krótsze, niektóre dłuższe, a ich długości mieszczą się w granicach 191–290 μm. Przyczepki są proste, sztywne, bez przegród, hialinowe lub półhialinowe, posiadają bulwiastą nasadę, ostry koniec i przypominają swoją budową włosa. W klejstotecjum znajduje się 8-25 worków o kształcie od jajowatego do półcylindrycznego i rozmiarach 70–100 × 25–40 μm. Powstają w nich po dwie, rzadziej trzy askospory o zmiennej wielkości i zmiennych rozmiarach mieszczących się w granicach 25–45 × 15–45 μm.
Przyczepki wyrastające z klejstotecjum mają oryginalną budowę. Ich włókna pochłaniając wodę stają się galaretowate. Ułatwia to przyczepianie się klejstotecjów do liści.

## Szkodliwość
Phyllactinia guttata wraz z Erysiphe adunca powodują u zaatakowanych drzew i krzewów podobne skutki: osłabienie roślin, obumieranie liści i ich przedwczesne zrzucanie, zahamowanie rozwoju. Ponawiające się przez kolejne lata epidemie tej choroby znacznie osłabiają roślinę i czynią ją podatną na atak innych patogenów.
W sezonie wegetacyjnym rozmnaża się bezpłciowo przez konidia wytwarzane na liściach. Są one źródłem infekcji wtórnych. Pod koniec sezonu wegetacyjnego powstają klejstotecja. Z klejstotecjów, które przezimowały na opadłych liściach wiosną powstają askospory dokonujące infekcji pierwotnej. Zarówno konidia, jak i askospory przenoszone są przez wiatr.
Nie stosuje się zwalczania chemicznego.

## Występowanie
Jest szeroko rozprzestrzeniony w całej Europie i niemal całej Azji (Chiny, Formoza, Indie, Iran, Japonia, Korea, Turcja, ZSRR). Występuje także w USA i Kanadzie. W Polsce pospolity, w piśmiennictwie naukowym podano jego występowanie na licznych stanowiskach i na wielu gatunkach drzew.
Pasożyt i saprotrof rozwijający się na wielu gatunkach drzew i krzewów, głównie w obrębie rodziny brzozowatych (Betula, Carpinus, Corylus, Ostrya), bukowatych (Castanea, Fagus, Quercus) i orzechowców (Juglans, Platyearya, Pterocarya). Występuje także na Acer, Aesculus, Aralia, Asclepias, Azalia, Bukszpan, Catalpa, Chionanthus, Cornus, Frangula, Hedera, Humulus, Paliurus, Populus, Prunus, Rhamnus, Ribes, Salix, Sorbus, Syringa, Ulmus.

## Gatunki podobne
Mikroskopowo cechą charakterystyczną odróżniającą Phyllactinia guttata od innych gatunków Phyllactinia jest wielkość klejstotecjów: 160–230 μm.